# Équipe d'Ukraine olympique de football
Maillots
L'équipe d'Ukraine olympique de football  représente l'Ukraine dans les compétitions de football espoirs comme les Jeux olympiques d'été, où sont conviés les joueurs de moins de 23 ans.
L'Ukraine a fait ses débuts dans le football aux Jeux olympiques d'été de 2024 à Paris,, sous la direction de Rouslan Rotan.

## Histoire
Le 2 juillet 2023, l'équipe nationale ukrainienne de football des moins de 21 ans a battu ses homologues français en quart de finale du Championnat d'Europe et s'est qualifiée pour la première fois de son histoire pour le tournoi de football des Jeux olympiques d'été. Outre l'équipe ukrainienne, Israël et l'Espagne se sont également qualifiés pour la compétition.
Le 4 juillet 2023, il a été annoncé que, conformément aux accords précédents, Rouslan Rotan serait l'entraîneur principal de l'équipe aux Jeux olympiques.
Le premier match de l'équipe olympique ukrainienne est un amical et a lieu le 25 mars 2024 au Mikuni World Stadium dans la préfecture de Fukuoka contre l'équipe nationale de football des moins de 23 ans du Japon (0:2).
En juin 2024, l'équipe olympique d'Ukraine a participé au Tournoi Maurice Revello et a remporté son premier titre en battant la Côte d'Ivoire U20 5-4 aux tirs au but en finale, alors que le match s'était terminé sur un score de parité (2-2).

## Parcours lors des Jeux olympiques
Depuis les Jeux olympiques d'été de 1992, le tournoi est joué par des joueurs de moins de 23 ans.
| Football aux Jeux olympiques | Football aux Jeux olympiques | Football aux Jeux olympiques | Football aux Jeux olympiques | Football aux Jeux olympiques | Football aux Jeux olympiques | Football aux Jeux olympiques | Football aux Jeux olympiques | Football aux Jeux olympiques |
| Année                        | Tour                         | Classement                   | J                            | G                            | N                            | P                            | Bp                           | Bc                           |
| ---------------------------- | ---------------------------- | ---------------------------- | ---------------------------- | ---------------------------- | ---------------------------- | ---------------------------- | ---------------------------- | ---------------------------- |
| 1996                         | Non qualifiée                | -                            | -                            | -                            | -                            | -                            | -                            | -                            |
| 2000                         | Non qualifiée                | -                            | -                            | -                            | -                            | -                            | -                            | -                            |
| 2004                         | Non qualifiée                | -                            | -                            | -                            | -                            | -                            | -                            | -                            |
| 2008                         | Non qualifiée                | -                            | -                            | -                            | -                            | -                            | -                            | -                            |
| 2012                         | Non qualifiée                | -                            | -                            | -                            | -                            | -                            | -                            | -                            |
| 2016                         | Non qualifiée                | -                            | -                            | -                            | -                            | -                            | -                            | -                            |
| 2021                         | Non qualifiée                | -                            | -                            | -                            | -                            | -                            | -                            | -                            |
| 2024                         | 1er tour                     | 9e                           | 3                            | 1                            | 0                            | 2                            | 3                            | 5                            |
| 2028                         | À venir                      | -                            | -                            | -                            | -                            | -                            | -                            | -                            |
| 2032                         | À venir                      | -                            | -                            | -                            | -                            | -                            | -                            | -                            |
| Total                        | 1/8                          | Aucune médaille              | 3                            | 1                            | 0                            | 2                            | 3                            | 5                            |